# Марковски, Марко
Ма́рко Марко́вски (серб. Марко Марковски / Marko Markovski; 26 мая 1986, Белград, Югославия) — сербский футболист, нападающий клуба «Левадиакос».

## Биография
Марко Марковски начал свою карьеру в 2004 году в клубе «Земун». В 2006 году он подписал контракт на четыре года белградским «Партизаном», но сыграл только половину сезона, а затем был отдан в аренду в другие команды сербского чемпионата. В январе 2008 года Марковски переехал в Грецию, где он подписал контракт с клубом «Калитея». В августе 2009 года Марко подписал двухлетний контракт с клубом «Докса». В июле 2011 года был подписал контракт с клубом «Ксанти», в котором Марко играл до 2013 года и забил 12 мячей в 42 играх Суперлиги Греции. 20 февраля 2013 года Марко Марковски подписал контракт с тираспольским «Шерифом». В сезоне 2013/14 вместе с командой пробился в групповой этап Лиги Европы. В начале сезона 2013/14 футболист по дисциплинарным причинам был переведен в дубль тираспольского клуба. Всего в чемпионате Молдавии Марковски провёл 12 матчей забив 6 мячей. В сентябре 2013 года Марко был отдан в аренду в израильский клуб «Бней Сахнин». В августе 2014 года Марковски подписал контракт на два года с греческим клубом «Керкира».

## Достижения
- Чемпион Молдавии (1): 2012/13
- Обладатель Суперкубка Молдавии (1): 2013